# Colonia el Esfuerzo
Colonia el Esfuerzo är en ort i Mexiko.   Den ligger i kommunen Álamo Temapache och delstaten Veracruz, i den sydöstra delen av landet, 220 km nordost om huvudstaden Mexico City. Colonia el Esfuerzo ligger 30 meter över havet och antalet invånare är 179.
Terrängen runt Colonia el Esfuerzo är huvudsakligen platt, men västerut är den kuperad. Runt Colonia el Esfuerzo är det ganska tätbefolkat, med 65 invånare per kvadratkilometer. Närmaste större samhälle är Temapache, 19,2 km norr om Colonia el Esfuerzo. Trakten runt Colonia el Esfuerzo består till största delen av jordbruksmark.